# Самбірсько-Дрогобицька єпархія УГКЦ
Самбірсько Дрогобицька Єпархія УГКЦ — єпархія УГКЦ, що охоплює 6 районів Львівської області. Єпархія налічує 237 храмів, 62 плебанії та 36 храмів із почерговим служінням. Священиче служіння на теренах єпархії (станом на грудень 2010 р.) здійснюють 285 священиків.

## Опис
Самбірсько-Дрогобицька Єпархія УГКЦ знаходься у західній частині Львівської області і займає територію 6900 км². До складу єпархії входить шість адміністративних районів Львівщини: Дрогобицький, Самбірський, Мостиський, Старосамбірський, Сколівський та Турківський.
Загальна кількість населення у цих районах на 1 січня 2011 становила 604 496 осіб, з них вірні УГКЦ — 400 648 осіб.
З травня 1995 року Самбірсько-Дрогобицька Єпархія УГКЦ випускає газету «Жива вода», яка з іншими 7-ма виданнями входить до списку сучасних засобів масової інформації Дрогобича.

## Територіальний устрій

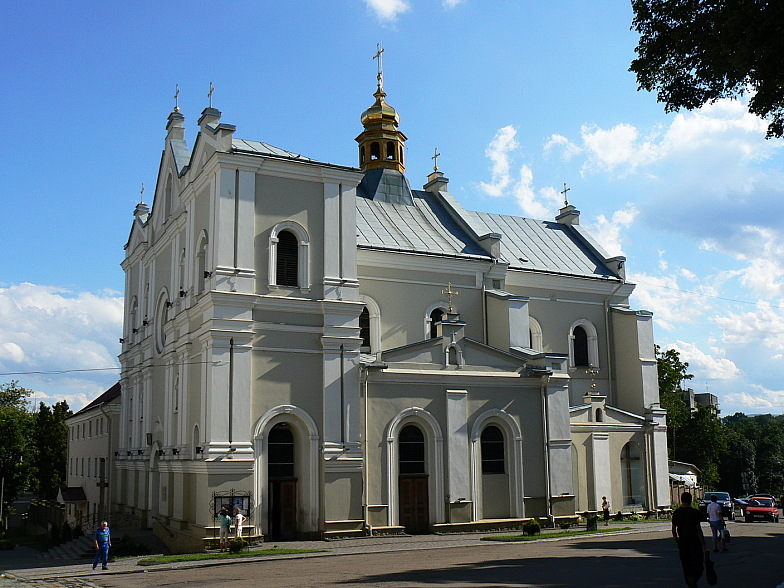
Катедральний собор Пресвятої Трійці в м. Дрогобичі

У 1993 р. новоутворена Самбірсько-Дрогобицька єпархія успадкувала територіальні одиниці Львівської архиєпархії. Отож на той час територія єпархії була поділена на 6 деканатів, межі яких збігалися з кордонами адміністративних районів: Дрогобицький, Мостиський, Самбірський, Сколівський, Старосамбірський та Турківський.
Впродовж 1995 р. у єпархії проведено адміністративну реформу, плодом якої стало утворення 12 нових деканатів (Бориславський, Висоцький, Добромильський, Дрогобицький, Дрогобицький (районний), Меденицький, Мокрянський, Мостиський, Підбузький, Рудківський, Самбірський, Сколівський, Славський, Старосамбірський, Судововишнянський, Трускавецький, Турківський, Тухольківський) та встановлено нові межі для 6 існуючих.
В 1996 р. на базі Катехитичного Інституту Пресвятої Трійці у м. Дрогобичі було засновано Дрогобицьку духовну семінарію (ДДС), яка 2003 році була виокремлена в самостійний заклад імені дрогобицьких священномучеників Северина, Якима та Віталія.
У 1999 р. створено Дублянський та Хирівський деканати, а в листопаді 2001 р. Дрогобицький (районний) деканат перейменовано на Лішнянський.
Відтак починаючи з 2001 р. до адміністративної структури єпархії належать 20 деканатів, які налічують 220 парафій:
1. Бориславський,
2. Висоцький,
3. Добромильський,
4. Дрогобицький,
5. Дублянський,
6. Лішнянський,
7. Меденицький,
8. Мокрянський,
9. Мостиський,
10. Підбузький,
11. Рудківський,
12. Самбірський,
13. Сколівський,
14. Славський,
15. Старосамбірський,
16. Судововишнянський,
17. Трускавецький,
18. Турківський,
19. Тухольківський,
20. Хирівський.

### Єпископи
- Правлячий архієрей Ярослав (Приріз) з 24 грудня 2011
- Єпископ Юліан (Вороновський) (1994—2013)
- Єпископ-помічник Григорій (Комар) (2014—2025)

## Історія
Самбірсько-Дрогобицька Єпархія УГКЦ заснована грамотою Блаженнішого Мирослава Івана Кардинала Любачівського, Верховного Архиєпископа Львівського, від 12 липня 1993 року за рішенням Синоду Єпископів УГКЦ від 16-31 травня 1992 року.
Історично єпархія відновилася із древньої Самбірської Єпархії, літописні згадки про яку датуються XIII століттям. Із XV століття єпархія називалась Перемишльсько-Самбірською, а в XVII столітті назва єпархії була — Перемишльсько-Самбірсько-Сяноцька. Після насильної ліквідації УГКЦ і зміни державних кордонів у 40-х роках XX століття, територія теперішньої єпархії опинилась під радянською владою і до 90-х років духовенство та вірні УГКЦ діяли підпільно. До 1946 року на території теперішньої єпархії душпастирювало 241 священиків, з яких 57 було арештовано, 24 виїхали, 113 перейшли в лоно РПЦ, 25 — не перейшли в лоно УГКЦ, 22 — померли в ті роки. Єпархіяльними були (на теперішній території) 503 парафіяльні храми, 259 плебаній, 6640 га землі, 2488 га — сіножатей та 861 га лісу.

## Дрогобицька духовна семінарія
На території Єпархії діє греко-католицька духовна семінарія. Засновано Дрогобицьку духовну семінарію у 1996 році при катехитичному інституті. Офіційне відкриття відбулось 1 вересня 1996 року. Перший набір склав 12 чоловік. Ректором було призначено отця Мирона (Бендика).
На перших порах семінарія працювала як богословський факультет при Дрогобицькому єпархіальному інституті.

## Чудотворні ікони

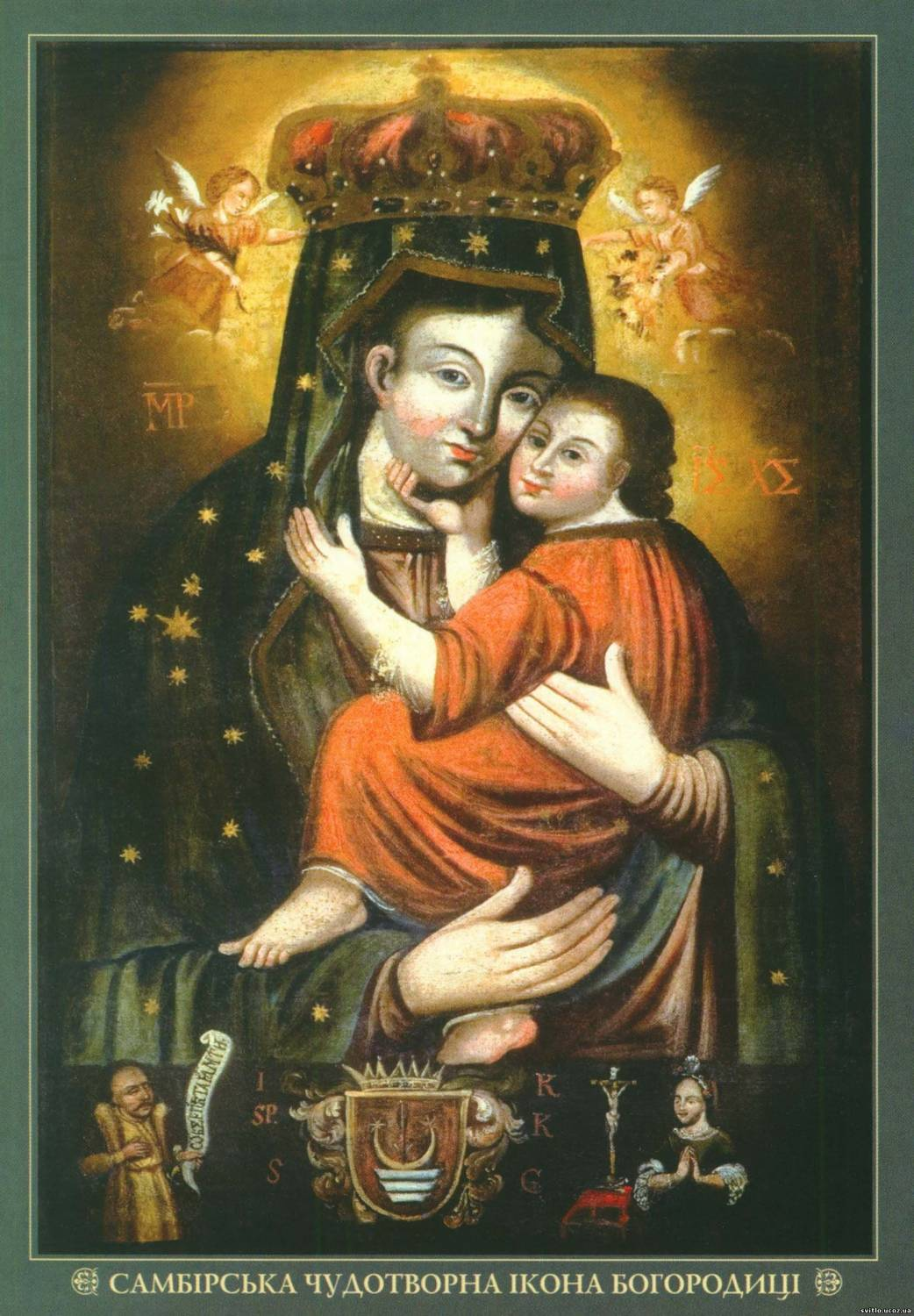
Самбірська Божа Мати

- Грушівська чудотворна ікона Пресвятої Богородиці
- Самбірська чудотворна ікона Пресвятої Богородиці
- Рудківська чудотворна ікона Пресвятої Богородиці
- Пацлавська чудотворна ікона Пресвятої Богородиці

## Єпархіальний музей
Єпархіальний музей Самбірсько-Дрогобицької Єпархії УГКЦ знаходиться у місті Трускавець. Створено єпархіальний музею завдяки єпископу Самбірсько-Дрогобицької єпархії Юліяну (Вороновському) та доктору Роману Смику. 11 жовтня 1998 року музей був урочисто відкритий та освячений.

## Світлини

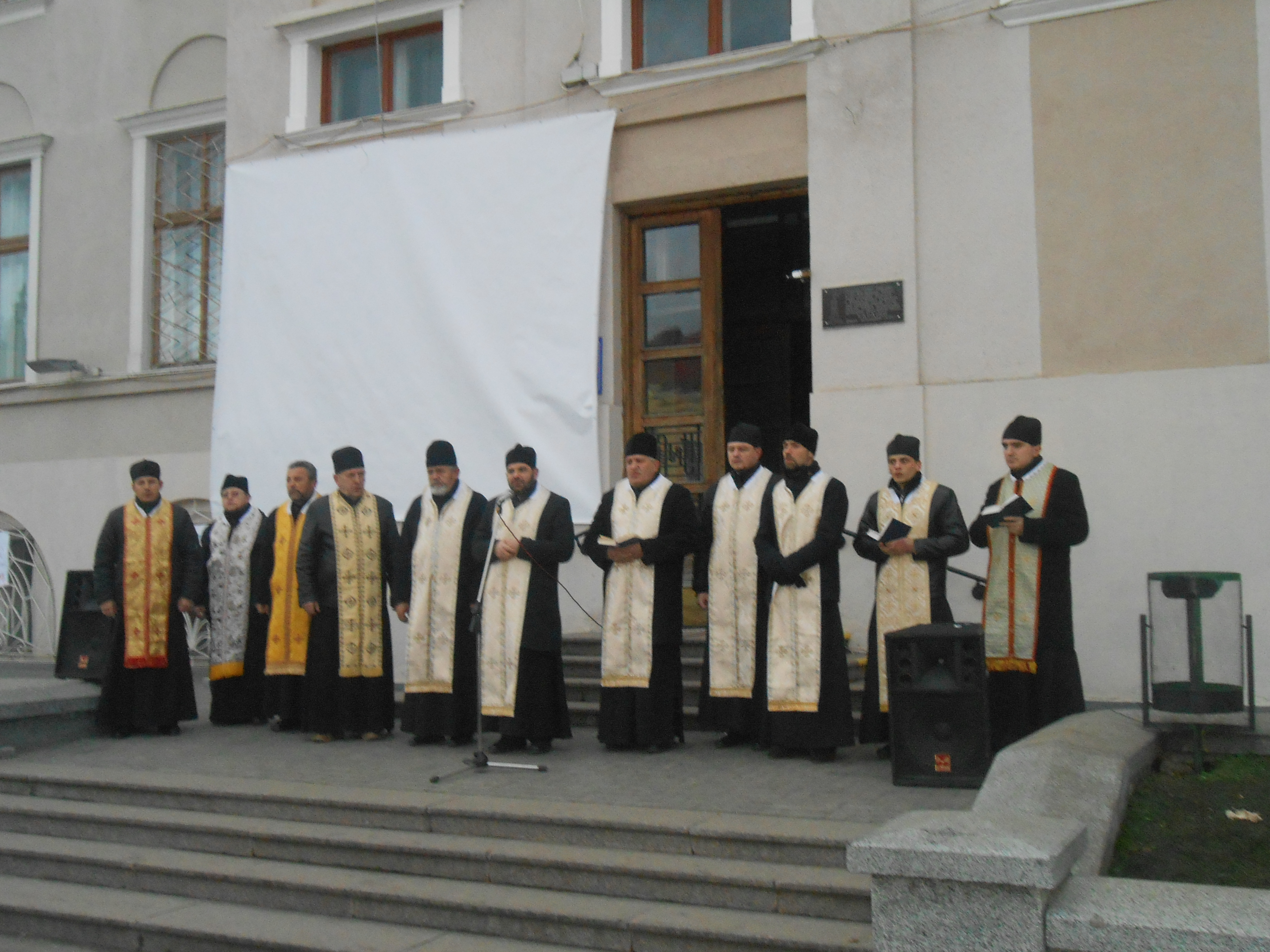
Священнослужителі єпархії під час молебеню за Україну в Дрогобичі. В центрі — протосинкел (нині єпископ-помічник[4]) єпархії отець Григорій (Комар)
Церква Дрогобицьких священномучеників Северіяна, Якима та Віталія
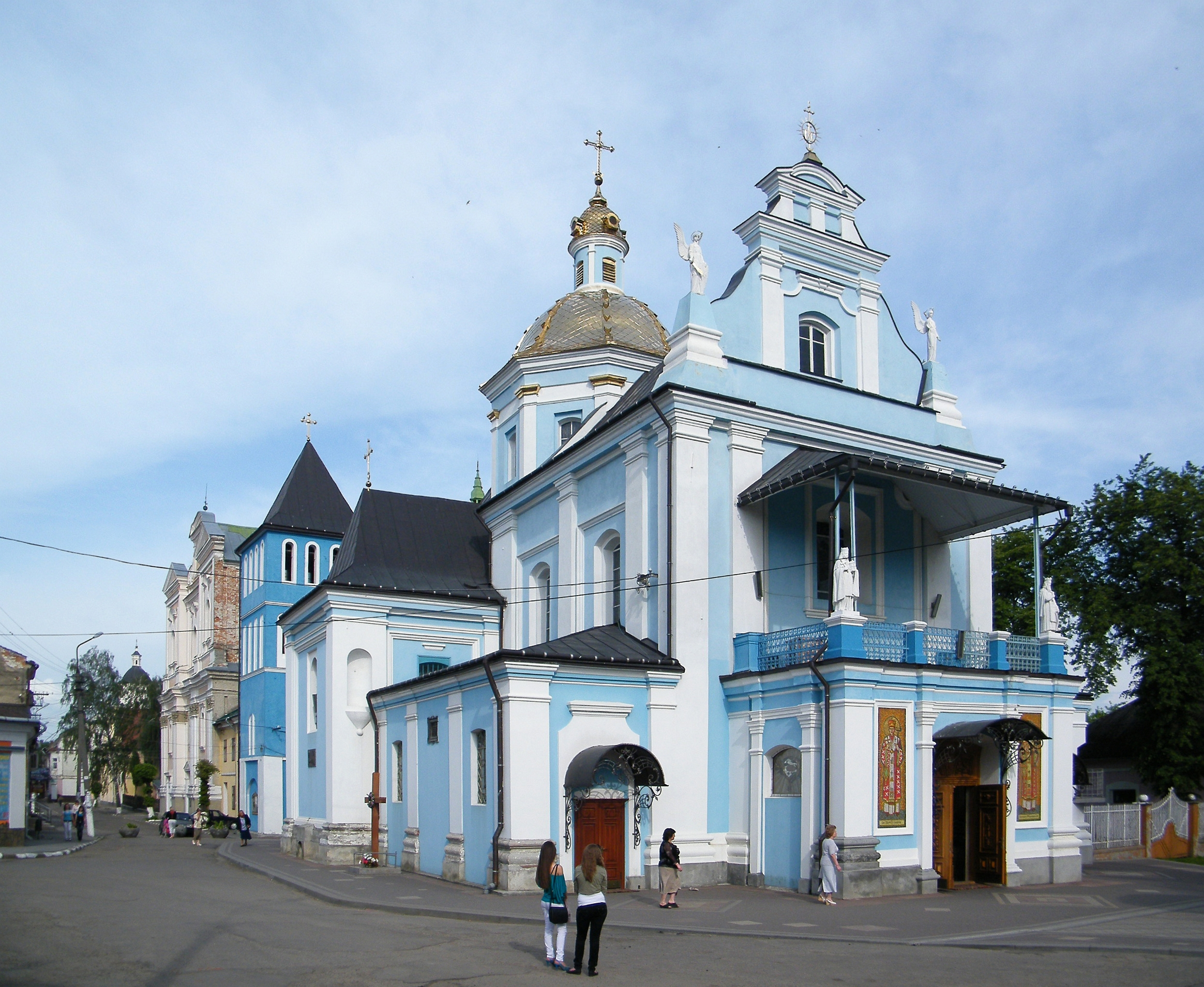
Церква Різдва Пресвятої Богородиці (Самбір).
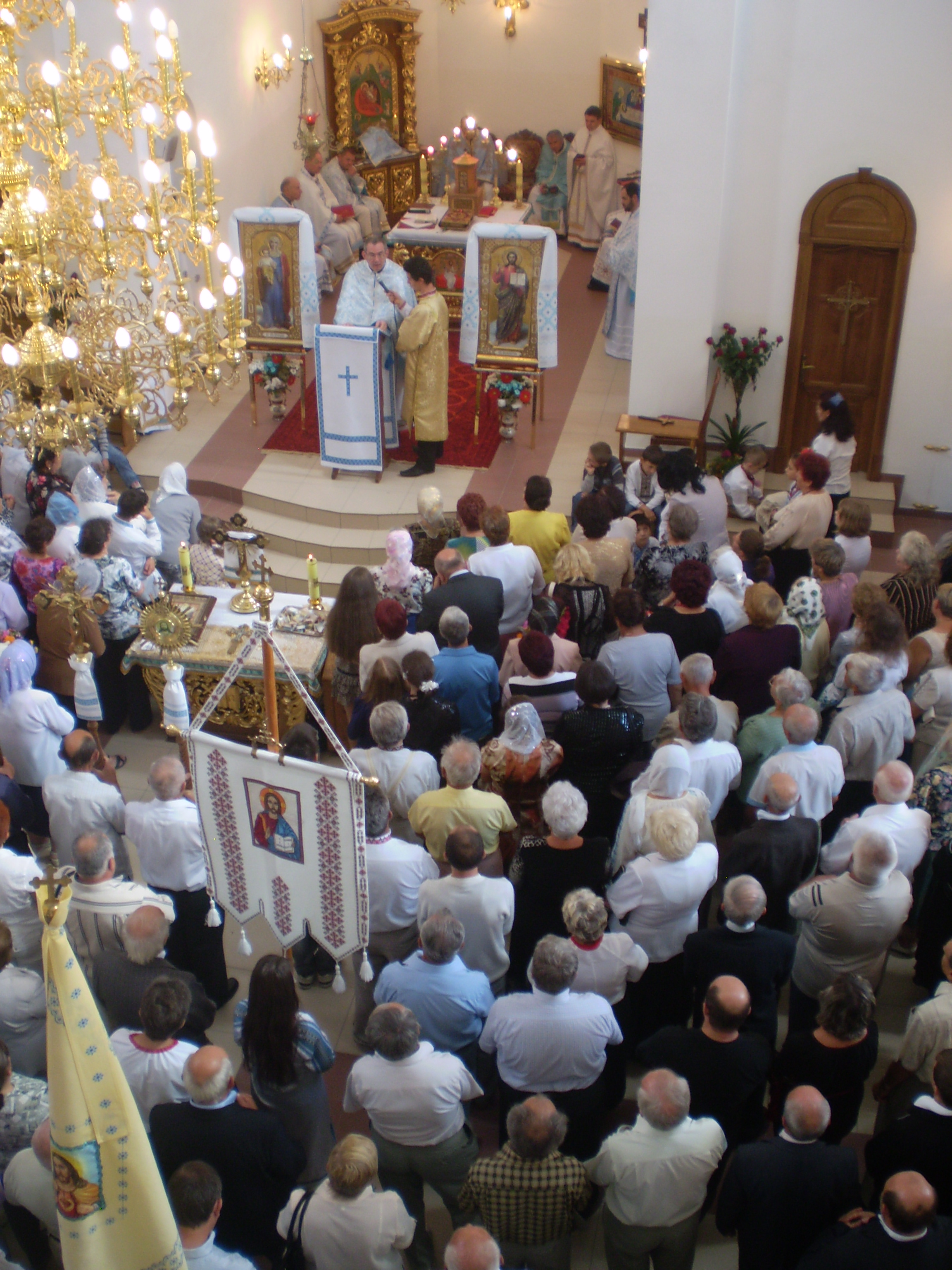
Храмове свято в церкві Успіння Пресвятої Богородиці.
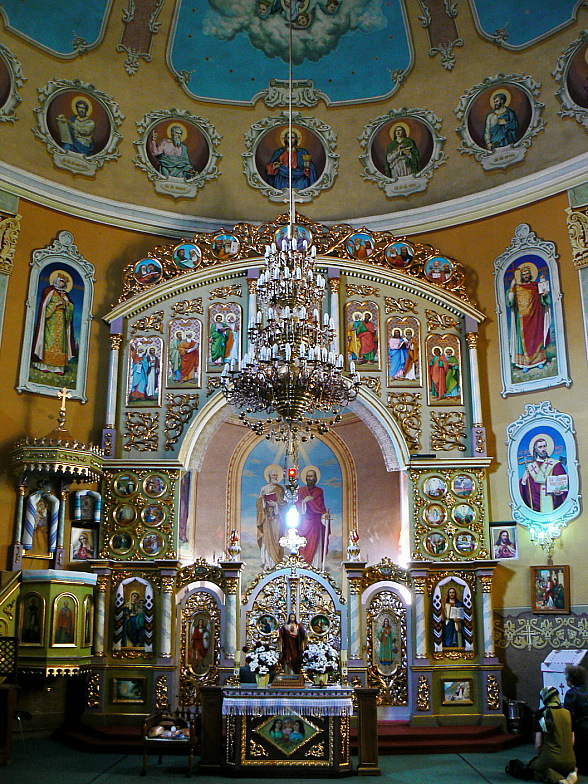
Іконостас каплиці василіянського монастиря святих Апостолів Петра і Павла